# Charlton Musgrove
Charlton Musgrove est une paroisse civile et un village du Somerset, en Angleterre.